# Neerpelt
Neerpelt este o comună din regiunea Flandra din Belgia. Comuna este formată din localitățile Neerpelt și Sint-Huibrechts-Lille. Suprafața totală a comunei este de 42,78 km². La 1 ianuarie 2008 comuna avea o populație totală de 16.247 locuitori. 